# Chronologie der Erdgeschichte

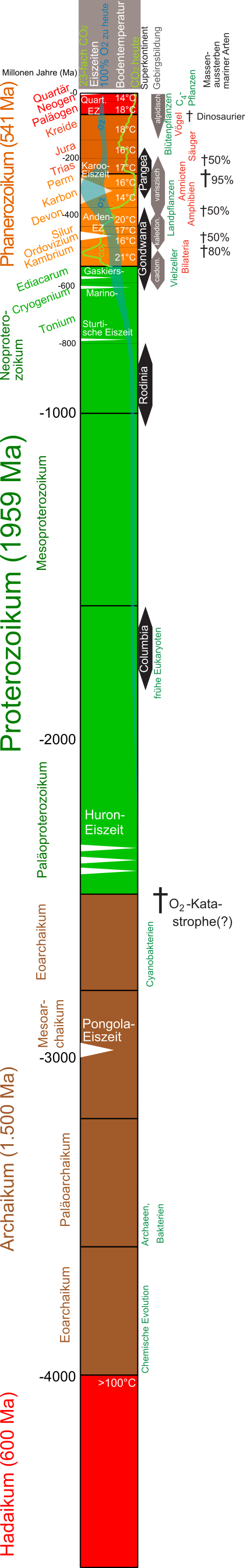
Übersicht in proportionaler Darstellung. Links sind die Äonen mit ausgewählten Untergliederungen dargestellt. Perioden von polaren bis planetaren Vereisungen sind mit Dreiecken markiert. Je weiter das Dreieck nach rechts reicht, desto näher kam die Vereisung an den Äquator.

Im Folgenden findet sich eine detaillierte tabellarische Übersicht zur Erdgeschichte. Die Tabellen sind gemäß der geologischen Zeitskala gegliedert, mit numerischen Altersangaben versehen und listen für jede Unterteilung markante geologische und evolutionäre Ereignisse sowie typische Leitfossilien.
Jedes der vier Äonen (Hadaikum, Archaikum, Proterozoikum und Phanerozoikum) wird in einem eigenen Abschnitt mit eigener Tabelle behandelt, da sie verschieden tief unterteilt sind.
Für jede geologische Periode existiert eine ausklappbare Übersicht in der entsprechenden Kopfzeile.

## Entstehung der Erde
Vor schätzungsweise 4,7 Milliarden Jahren bildete sich die Erde aus einer protoplanetaren Scheibe. Die Erde hatte damals noch wenig Ähnlichkeit mit unserem heutigen Planeten und war einem konstanten kosmischen Bombardement ausgesetzt.

## Das Äon Hadaikum
Das Hadaikum dauerte von 4600 mya bis 4000 mya. Es gibt keine konsistente Unterteilung.
| Ereignisse im Hadaikum |
| --- |
| Geologie: Vor etwa 4570 mya begann die Entstehung der Erde durch Akkretion von Planetesimalen zu einem Protoplaneten. Ab 4450 mya kam es zur Entstehung des Mondes, verursacht durch eine schräge, langsame Kollision (engl. Giant Impact) eines etwa marsgroßen Körpers (Theia) mit der Protoerde. Die herausgeschleuderten Mantelmaterialien der beteiligten Protoplaneten akkretierten zum Mond. Ab etwa 4400 bis 4200 mya bildeten sich die ältesten Minerale, die als detritische (verfrachtete Ablagerungen) Zirkone aus den Jack Hills des Yilgarn Kratons/Western Australia stammen. Daraus wird geschlossen, dass in diesem Zeitraum bereits eine kontinentalähnliche Erdkruste sowie flüssiges Wasser vorhanden waren. Auch war die Differenzierung in einen schweren Kernbereich und leichteren Mantelbereich weitgehend abgeschlossen. Aus den Siliciumdioxid- (SiO2)-armen ultramafischen, sehr niedrig viskosen Magmen des Erdmantels bildeten sich um ca. 4100 mya bei einem niedrigen geothermischen Gradienten erste Lithosphärenplatten, die bereits miteinander interagierten. Zwischen 4100 und 3800 mya unterlagen u. a. die Erde und der Mond dem Großen Bombardement (engl. Late Heavy Bombardment) von zahlreichen großen Asteroiden und anderen Restkörpern der Planetenbildung. Das vermutlich älteste Gestein ist der Acasta-Gneis aus dem Slave-Kraton/Nordwest-Kanada. Die Protolithe (Ursprungsgesteine) datieren auf etwa 4030 mya, die Metamorphose zu Gneis erfolgte bis etwa 3580 mya. |
| Klima: Die Uratmosphäre bestand vermutlich aus gasförmigen Anteilen der Protoplanetarischen Scheibe, wie Wasserstoff (H2) und Helium (He) sowie geringen Anteilen aus Methan (CH4) und Ammoniak (NH3) sowie einigen Edelgasen. Darin befanden sich wahrscheinlich auch verschiedenartige staubförmige und größere Feststoffpartikel. Mit Beginn des Großen Bombardements begann sich die Erste Atmosphäre zu bilden. Aus dem teilweise geschmolzenen Erdmaterial gasten Wasserdampf (H2O), Kohlendioxid (CO2) und Schwefelwasserstoff (H2S) mit geringen Anteilen von Stickstoff (N2), Wasserstoff (H2), Kohlenstoffmonoxid (CO) und anderen gasförmigen Stoffen aus. Obwohl die Strahlung der Sonne um 25 bis 30 % geringer war als heute, lagen die Atmosphärentemperaturen deutlich oberhalb des Gefrierpunktes; man spricht vom Paradoxon der schwachen jungen Sonne. Die erste irdische Hydrosphäre hatte sich mit flüssigem Wasser gebildet. Dieses sammelte sich mutmaßlich in einem Urozean. |
| Biologie: Vor 4400 mya wurden bisher keine biologischen Prozesse nachgewiesen oder erwartet. Vermutlich fanden aber chemo-evolutionäre Vorgänge, auch Abiogenese genannt, statt, wobei sich aus anorganischen Stoffen organische Stoffe entwickelten. Am Schluss dieser Entwicklung entstanden hypothetische Vorläufer einzelligen Lebens, die Protobionten. |

## Das Äon Archaikum
Für die Ären ist noch keine konsistente Unterteilung verfügbar.
| Geologie: Um etwa 3800 mya Ausklingen des Großen Meteoritenschauers (Großes Bombardement). Bildung der ersten Kratone. Zu den ältesten zählen der Yilgrin-Kraton in Westaustralien (ca. 3800 mya) und der Sarmatische Kraton (ca. 3700 mya) als Bestandteil des späteren Kontinents Baltica. Vermutlich infolge von Teilaufschmelzung und -hydratisierung von basaltischen ozeanischen Krusten bildeten sich Tonalit-Trondhjemit-Granodiorit-Komplexe (TTG-Komplexe), die wahrscheinlich die ersten und ältesten kontinentalen Kruste repräsentieren. Die ca. 3800 mya alten Gesteinsformationen des Isua-Grünsteingürtels/SW Grönland wurden suprakrustal, d. h. an der Erdoberfläche, abgelagert. Sie bildeten sich aus einzelnen Krustenplatten, die möglicherweise tektonisch in einem Inselbogen-Regime übereinander gestapelt wurden. In dem Grünsteingürtel sind Bändererze (engl. Banded iron formation (BIF)) enthalten, die mutmaßlich in der Umgebung von hydrothermalen Quellen entstanden. Die sich ab ca. 3800 mya abgelagerten Bändererze könnten mit Hilfe von Mikroorganismen entstanden sein, die entweder sauerstoffproduzierende oxygene Photosynthese oder anoxygene Photosynthese, bei der kein Sauerstoff freigesetzt wird, betrieben. Letztere scheint vorherrschend gewesen sein. Zu den ältesten Gesteinen gehören der Napier-Komplex im Enderbyland/Ostantarctika (3950 mya), der Itsaq-Gneiskomplex im Akulleq Terran/Süd-West-Grönland (ca. 3900 mya) und der Saglek-Hebron-Block/Ostküste Labrador-Halbinsel (3860 mya). |
| Klima: Während des Großen Bombardements, das ab 4100 mya begann, hatte sich nach dem Verlust der Uratmosphäre eine neue Atmosphäre, die Erste Atmosphäre, gebildet. Sie entwickelte sich aus den Gasen, die aus (teil)geschmolzenen Materialien entwichen und bestanden hauptsächlich aus Wasserdampf (H2O), Kohlendioxid (CO2) und Schwefelwasserstoff (H2S) sowie geringen Anteilen von Stickstoff (N2), Wasserstoff (H2), Kohlenstoffmonoxid (CO), Schwefeldioxid (SO2), Methan (CH4) und Ammoniak (NH3). Freier Sauerstoff (O2) und Stickstoff (N2) waren kaum vorhanden. Hypothetisch könnten ab 3800 mya phototrophe Mikroorganismen, wahrscheinlich Vorfahren der heutigen Cyanobakterien, eine Form der Photosynthese betrieben haben. Von dieser Zeit an wurde das zweiwertige Eisen (Fe2+) zu dreiwertigem Eisen (Fe3+) oxidiert und in Form von Hydroxiden und Oxiden gefällt (siehe auch Bändererz). |
| Biologie: Die Chemische Evolution mit komplexeren Prozessen hatte sich intensiviert. Nach der Bildung von kurzen abiotischen Bausteinmolekülen aus anorganischen Verbindungen im Hadaikum entwickelten sich Zellvorläufer (Präzellen), wie z. B. Mikrosphären bzw. organische Koazervate, ohne die Fähigkeit zur Selbstreplikation. Dann folgte die Bildung von Makromolekülen durch abiotische Polymerisation mit nachfolgendem Zusammenbau zu größeren organell- und zellähnlichen Strukturen. Schließlich entstanden Protobionten, die bereits die Selbstreplikation und einen genetischen Code beinhalteten (siehe auch RNA-Welt-Hypothese). Im Nuvvuagittuq-Grünsteingürtel/Nordamerika wurden Mikrofilamente und röhrenartige Gebilde entdeckt, die als Reste von Mikroben bzw. Mikroorganismen interpretiert wurden. Sie sollen 3770 mya alt sein, ggf. noch älter. In den Isua-Sedimenten/SW-Grönland, wurden ca. 3700 mya alte makrospopische, geschichtete Stromatolithe entdeckt, die in Flachgewässer entstanden. Beide Interpretationen sind jedoch noch strittig. |

| Geologie: Zwischen 3600 und 3500 mya Bildung weiterer Kratone, wie der Kaapvaal-Kraton, der Kongo-Kraton und der Simbabwe-Kraton in Afrika, der Pilbara-Kraton in Westaustralien, der Dharwar-Kraton in Indien sowie der Superior-Kraton und der Wyoming-Kraton in Nordamerika und der Guyana-Kraton in Südamerika. Aus Felsformationen und Krustenfrakturen im Barberton-Greestone Belt im Kaapvaal-Kraton/Südafrika wurde geschlossen, dass sich vermutlich um 3260 mya der Impakt eines etwa 37 bis 58 Kilometer großen Asteroiden ereignete. Er war der größte bisher gefundene bzw. rekonstruierte. Die lang anhaltenden, kräftigen Niederschläge führten zu einer starken Verwitterung der Oberflächengesteine; sie lösten Silikate u. a. mit zweiwertigem Eisen (Fe2+) und Calcium (Ca). Die vorherrschenden Gesteine Basalt und Komatiit zeigen eine sehr hohe Temperatur der Ausgangsschmelzen (mit 1600 °C etwa 400 °C höher als heutige Schmelzen). Komatite sind typische Gesteine hierfür und enthalten Lagerstätten mit sulfidischen Mineralen, reich an Nickel, Kupfer sowie Gold.                                                               |
| Klima: Die Erde kühlte sich weiter ab, und aus der Ersten Atmosphäre entwickelte sich die Zweite Atmosphäre. Es kam zu einem Dauerregen von 40.000 Jahren; die Ozeane bildeten sich. Die Gewässer waren heiß und durch den hohen Gehalt an gelöster Kohlensäure (H2CO3) sowie schwefeliger Säure (H2SO3) sehr aggressiv und hatten einen sehr niedrigen pH-Wert. Die hohe Ultraviolettstrahlung zerlegte photochemisch die Wasser-, Methan (CH4)- und Ammoniak (NH3)-Moleküle, wodurch sich Kohlenstoffdioxid (CO2) und Stickstoff (N2) in der Atmosphäre ansammelten. Die nun verstärkt ablaufenden Stoffwechselvorgänge von gärenden, chemolithotrophen Bakterien und Archaeen führten weiter zur Anreicherung von Stickstoff (N) und Methan (CH4). Die leichten Gase, wie Wasserstoff (H) oder Helium (He), verflüchtigten sich in den Weltraum. Um 3400 mya bestand die Atmosphäre vermutlich nur noch aus Stickstoff mit geringen Mengen an Wasserdampf, Kohlenstoffdioxid sowie anderen Gasen. Die Lösung von großen Mengen an Kohlenstoffdioxid in den Ozeanen verringerte den Treibhauseffekt, und die Temperaturen sanken in den folgenden Zeiträumen. |
| Biologie: Um 3600 mya existierte bereits eindeutig nachgewiesenes Leben, wie in den Gesteinen des etwa 3600 mya alten Barberton Greenstone Belt/Südafrika. Es wurden Spuren von Prokaryonten gefunden, die vermutlich die ältesten Spuren von Lebewesen weltweit darstellen. Auch wurden dort Stromatolithen entdeckt. Um 3500 mya wurden fossilierte filamentöse Mikroorganismen im Apex Chert der Warrawoona-Group des Pilbara-Kraton/NW Australien vermutet. Cyanobakterien und fädige Bakterien produzierten mittels oxigener Photosynthese biogene Carbonatfällung. Die Morphologie entspricht rezenten Formen. Der Nachweis gilt als relativ gesichert. |

| Geologie: Anhand geologischer Untersuchungen am Pilbara-Kraton/Westaustralien, Barberton Greenstone Belt/Südafrika und Superior-Kraton/Nordamerika wurde festgestellt, dass sich ab etwa 3200 mya kontinentale Kruste, Plattentektonik, Subduktion und Wilson-Zyklus ähnlich dem heutigen tektonischem Prinzip zu entwickeln begannen. Ab ca. 3000 mya hatte sich der erste hypothetische Superkontinents Ur im Wesentlichen aus den Kratonen Western Dharwar- und dem Singhbhum-Kraton/Indien, Kaapvaal-Kraton/Südafrika und Pilbara-Kraton/Westaustralien gebildet. Die Existenz von Ur ist strittig. Bändererze (BIF) wurden weiterhin produziert und abgelagert. Infolge des in der Atmosphäre fehlenden Sauerstoffs fand keine Oxidation der Festlandgesteine statt. |
| Klima: Die Zusammensetzung der Atmosphäre entsprach weiterhin der Zweiten Atmosphäre mit den Hauptbestandteilen Stickstoff (N) mit geringen Mengen an Wasserdampf, Kohlenstoffdioxid (CO2) sowie anderen Gasen. Weiterhin produzierten Cyanobakterien Sauerstoff, der jedoch bei der Oxidation von zweiwertigem (Fe2+) zu dreiwertigem Eisen (Fe3+) sowie von Schwefelwasserstoff und von sulfidischen Schwermetallmineralen verbraucht wurde. Dadurch gelangte nur sehr geringer freier Sauerstoff in die Erdatmosphäre. |
| Biologie: In den Cherts der Fig Tree Formation/SW-Afrika tauchen erstmals 3100 mya kugelige Cyanobakterien sowie erstmals Chemofossilien, wie Phytan und Pristan auf. Diese sind Abbauprodukte der Photosynthese. Die fädigen und kugeligen Cyanobakterien entsprechen rezenten Formen. Die oxygene Photosynthese gilt damit zu diesem Zeitpunkt als gesichert. |

| Geologie: Im Neoarchikum änderten sich die geologischen Verhältnisse grundlegend. Die Abkühlung der Erde hatte Auswirkungen auf die rheologischen (Verformungs- und Fließverhalten) und andere Eigenschaften der kontinentalen Lithosphärenplatten. Sie wurden fester und tragfähiger. Plattentektonische und andere geodynamische Vorgänge hatten oberflächennahe Auswirkungen, wie z. B. die Entstehung hoher Gebirge, Grabenbrüche und Überschiebungen. Auch entstanden mehrere große intrakontinentale Sedimentbecken und Formationen mit Gruppen- und Supergruppenbildungen, weitere Grünsteingürtel sowie magmatische Komplexe verschiedener Ausprägungen. In ihnen bildeten sich bedeutende Lagerstätten. Ab ca. 2700 mya formte sich der älteste anerkannte Superkontinent Kenorland. Er umfasste die Kontinentalformationen Kanadischer Schild, Wyoming-Kraton, Siberia-Kraton, Baltischer Schild bzw. Fennoskandinavien, Ostantartika-Kraton sowie Westaustralischer Schild (Yilgarn-Kraton und Pilbara-Kraton) und der Kalahari-Kraton, der sich aus dem Kaapvaal-Kraton, dem Zimbabwe-Kraton sowie dem Limpopo-Gürtel und dem Namaqua-Gürtel zusammensetzt. Um 2500 mya zerfiel der Kontinent Vaalbara, während an den hypothetischen Kontinent Ur der Zimbabwe-Kraton und der Yilgarn-Kraton akkretierten. Zwischen 2700 und 2500 mya ereignete sich die Algoman orogeny, auch Kenoran orogeny genannt, bei der das Minnesota River Valley Terran mit dem Superior-Kraton/Kanadischer Schild kollidierte. Mit der Orogenese waren magmatische Intrusionen, Grünsteinbildungen und Gesteinsmetamorphosen verbunden. Sie ist die früheste datierbare Orogenese in Nordamerika. Ab etwa 2700 mya bildete sich der untermeerische Blake River Megacaldera-Komplex. Er besteht aus einer Reihe sich überlappenden Calderen, die sich entlang der südlichen Zone des Abitibi-Grünsteingürtels des Superior-Kratons/Kanada erstreckt. Aufgrund der Ausdehnung und des Volumens wird er als Supervulkan eingestuft. Er enthält sehr ergiebige Erzlagerstätten. Um 2700 mya intrudierte im Wyoming-Kraton der Stillwater-Komplex/USA in Form eines Lagerganges oder Sills (engl. Layered Intrusion oder Sill). Die Metamorphose der plutonischen Gesteine erfolgte um 2500 mya. Bedeutend ist dieser Komplex durch seine großen Erzvorkommen an Chrom (Cr), Kupfer (Cu) und Nickel (Ni) sowie Palladium (Pd) und Platin. Zwischen 2500 und 2400 mya intrudierten mehrere größere Batholithe und Dykes, wie der Closepet-Granit im Dharwar-Kraton/Indien, der Mistassini-Gangschwarm und der Matachewan-Gangschwarm im Superior-Kraton/Nordamerika. Diese Gangschwärme erzeugten Magmatische Großprovinzen (engl. Large igneous province (LIP)) und stellten möglicherweise die ältesten bekannten Superplume-Ausbrüche dar. Große Sedimentbecken, Formationen und Lagerstätten bildeten sich auf fast allen damals existierenden Landmassen, die heute zu Westaustralien, Indien, Nordamerika, Südafrika und Brasilien gehören. Die Lagerstätten enthalten Erze mit Eisen aus den Bändererzen, Gold, Chrom, Nickel, Kupfer, Platin und Palladium sowie weiteren metallischen Rohstoffen. In Afrika bildete sich ab 2500 mya auf dem Kaapvaal-Kraton die Transvaal Supergroup im Norden Südafrikas und im Süden Botswanas. Sie sedimentierte in drei Becken, die durch das Witwatersrand-Becken (2700 mya) und den Bushveld-Komplex (2060 mya) eingegrenzt werden. Abgelagert wurden klastische Sedimentgesteine gefolgt von Carbonaten und Bändererzen. |
| Klima: Die Atmosphäre setzte sich aus Stickstoff (N) mit geringen Mengen an Wasserdampf, Kohlenstoffdioxid (CO2) sowie anderen Gasen zusammen. Sie entsprach damit weiterhin der Zweiten Atmosphäre. Weiterhin produzierten Cyanobakterien Sauerstoff, der jedoch kaum in die Erdatmosphäre gelangte. Um 2700 mya entstanden 15 Diamiktithorizonte, die eine Vereisung in den über 500 Meter mächtigen Talya Conglomerate der Vanivilas-Formation im Dharwar-Kraton/Indien sowie direkt unterhalb der Basis des Stillwater-Komplexes in Montana belegen. |
| Biologie: In der Fortescue-Group/Australien befinden sich ca. 2800 mya alte Stromatolithe mit fädigen Cyanobakterien, jedoch aus nicht marinem Süßwassermilieu, was auf Besiedelung von Festland hindeutet. |

## Das Äon Proterozoikum
Bisher ist noch keine konsistente Unterteilung der Perioden verfügbar.
| Geologie: Der Superkontinent Kenorland begann ab 2500 mya auseinanderzubrechen. Aus den Bruchstücken bildete sich später u. a. der Großkontinent Arctica mit dem Kanadischen Schild, Wyoming-Kraton und Sibiria-Kraton. Im Siderium bildeten sich weitere Kratone, geologische Provinzen, Formationen sowie magmatische Plutonite und Vulkanite. Zu den neu gebildeten Kratonen und Schilden zählen u. a. der Nordchina-Kraton (um 2500 mya) und die nördliche Borborema-Provinz/Brasilien (ab 2350 mya). Bedeutsame Sedimentbecken und geologische Formationen sind - die Soudan-Iron-Formation (2700 mya) im NO Minnesotas/USA in der Oberer-See-Region bestehen aus Carbonaten und Bändererzen, welche eine bedeutende Lagerstätten beinhalten. - die Nordamerikanische Marquette Range Supergroup. Diese Sedimentformation entwickelte sich ab 2600 mya in einem Grabenbruch am SO-Rand des Oberer Sees (engl. Lake Superior)/USA und besteht aus einer mächtigen vulkano-sedimentären Klastensequenz. - das Animikie-Becken in Minnesota/USA entstand ab etwa 2500 mya als Grabenbruch in der ehemaligen Kollisionszone des Algoman Orogens, das im Neoarchaikum ab 2700 mya entstand. In diesem Becken lagerten sich bis zu 10 km mächtige Sediment- und untergeordneter Vulkanitgesteine ab, in denen mehrere Bändererz-Formationen und bedeutende Erz-Lagerstätten enthalten sind. - die ab 2480 mya entstandene Huronian Supergroup ist eine geologische Formation auf dem Kanadischen Schild zwischen Ontario und Québec und besteht aus niedrig metamorphierten Sedimenten und magmatischen Gesteinen. - das Hamersley-Becken in Westaustralien mit der Turee Creek Group (ab 2450 mya). Die bis zu 10 km mächtigen Ablagerungen, in denen bedeutende Lagerstätten enthalten sind, u. a. mit Bändererzen, Dolomiten, Carbonaten und div. vulkano-sedimentären Klasten. Zwischen 2500 und 2400 mya intrudierten mehrere größere Batholithe und Dykes, wie der Closepet-Granit im Dharwar-Kraton/Indien, der Mistassini-Gangschwarm und der Matachewan-Gangschwarm im Superior-Kraton/Nordamerika. In dem Yilgin-Kraton intrudierte die Widgiemooltha Dyke Suite, etwa zeitgleich drangen in den Zimbabwe-Kraton die Sebangwa Poort dykes ein. Paläogeographische Rekonstruktionen lassen auf eine Nachbarschaft dieser Kratone schließen. Diese Gangschwärme erzeugten Magmatische Großprovinzen (engl. Large igneous province (LIP)) und stellten möglicherweise die ältesten bekannten Superplume-Ausbrüche dar. Durch einen Asteroideneinschlag entstand vor ca. 2400 mya der Suavjärvi crater in der russischen Republik Karelien. Er hatte ursprünglich einen Durchmesser von ca. 16 km und ist der älteste bekannte Impaktkrater der Erde. Die Bildung von Bändererzen (BIF) erreichte ihren Höhepunkt. |
| Klima: In den Ozeanen wurde weiterhin zweiwertiges (Fe2+) in dreiwertiges (Fe3+) Eisen und Schwefelwasserstoff (H2S) bzw. dessen Sulfide in Sulfate umgewandelt, und freier Sauerstoff (O2), konnte sich kaum in der Erdatmosphäre anreichern. Jedoch ging die seit etwa 3400 mya existierende Zweite Erdatmosphäre allmählich über in die Dritte Erdatmosphäre. |
| Biologie: Während des Paläoproterozoikums entwickelte sich das noch einzellige Leben weiter. Aus einfachen Bakterien entwickelten sich die ersten komplexen Einzeller mit Organellen (Strukturen mit speziellen Funktionen) und später auch mit einem Zellkernen, die dann als Eukaryoten bezeichnet werden. |

| Geologie: Die geologische Entwicklung setzte sich fort u. a. mit der Entstehung weiterer Kratone, magmatischen Ereignissen, gebirgsbildenden Prozessen und Ausformung von Becken. Um 2100 mya entstanden der Río de la Plata-Kraton in Argentinien und Uruguay und der Westafrika-Kraton/NW Afrika. Der Superkontinent Columbia begann sich ab 2100 mya zu formieren, wobei die folgenden gebirgsbildenden Ereignisse entstanden - die Transamazonas-Orogenese (engl. Transamazonian orogeny) in Südamerika (ab 2130 mya) entstand infolge der Akkretion von mehreren Krustenblöcken, wodurch der São Francisco Craton gebildet wurde. - die Eburnische-Orogenese (engl. Eburnean orogeny) in Westafrika (ab 2200 mya) umfasst eine Serie von tektonischen, magmatischen und metamorphen Ereignissen am Westafrika-Kraton durch die Ahaggar-Berge (engl. Hoggar mountains) entstanden. Am Rand des Transvaal-Beckens intrudierte um 2060 mya der Bushveld-Komplex/Südafrika. Er ist einer der weltweit größten Komplexe basischer Schmelzen der Erde und ist gekennzeichnet durch seine magmatischen Lagergänge (engl. Layered Intrusions), in denen überaus reichhaltige Erzvorkommen der Platinmetall-Gruppe (PMG) enthalten sind. Bedeutsame Sedimentbecken und geologische Formationen bildeten sich ab 2200 mya beispielsweise in - Australien das Ashburton-Becken und das Yerida-Becken mit reichen Erzvorkommen. - Gabun/Afrika das Franceville-Becken in mit großen Uranvorkommen, in denen erstmals natürliche Kernreaktionen nachgewiesen wurden. - der Region Transbaikalien/Russland der Udokan-Komplex als eine sedimentäre, tektonisch metamorphierte Formation in einem intrakratonischen Becken, in sich dem eine der weltgrößten Lagerstätten für Kupfer (Cu) befindet. Ab ca. 2200 mya traten erste Rotsedimente und Anhydrite auf den Kontinenten auf. Sie gelten als Hinweis für terrestrische Ablagerungen unter oxidierenden Bedingungen, die nur bei Anreicherung von Sauerstoff in der Atmosphäre stattfinden konnten. |
| Klima: Ab ca. 2300 mya sanken die Konzentrationen von Eisen(II) (Fe2+) und Schwefelwasserstoff (H2S) bzw. dessen Sulfide und damit auch deren Oxidation. Sauerstoff (O2) konnte sich in den Ozeanen anreichern, aber kaum in die Erdatmosphäre entweichen. Diese Entwicklung führte zur 3. Atmosphäre mit der Großen Sauerstoffkatastrophe (engl. Great Oxygenation Event). In der ersten Stufe dieses Prozesses, die bis 900 mya dauerte, stieg die Sauerstoffkonzentration der Atmosphäre auf ungefähr 3 % an. Die Erde ging einer weiteren Eiszeit, der Paläoproterozoischen Vereisung, auch Huronische Eiszeit genannt, entgegen. Sie begann um 2300 mya und dauerte mit mehreren Phasen ca. 300 Millionen Jahre. Die Erde war vermutlich fast völlig zugefroren (Schneeball Erde). Nachweise lassen sich finden in Südkanada, Wyoming, Finnland, Südafrika und Indien. Die Sauerstoffproduktion in den Ozeanen nahm während des Ausklingens der Huronische Eiszeit wieder zu. |
| Biologie: In der Transvaal-Supergroup/Südafrika sind 2300 bis 2200 mya alte Stromatolithe und fädige Cyanobakterien erstmals mit Heterocysten enthalten. Diese dienen als Schutz von sauerstoffempfindlichen Enzymen gegen Sauerstoff und somit als Nachweis von erstem freiem Sauerstoff im Milieu. Um 2100 mya könnten mit der fädigen, spiraligen Grypania aus der Marquette-Formation/Michigan USA und der scheibenförmigen, dreidimensionalen Gabonionta aus Gabun/Westafrika vermutlich die derzeit ältesten bekannten makroskopischen mehrzelligen Organismen existiert haben. Die Interpretationen und Datierungen sich nicht unbestritten. |

| Geologie: Die exogenen und endogenen Prozesse der Lithosphäre setzten sich fort. Ab ca. 2000 mya existierte der Kontinent Atlantica durch die Vereinigung des Westafrika-Kratons mit dem Kongo-Kraton in Afrika sowie des Guyana-Kratons, Amazonas-Kratons, Sao Francisco-Kratons und Río de la Plata-Kratons in Südamerika. Ab ca. 1800 mya wurden diese Landmassen Bestandteile des Superkontinents Columbia. Gebirgsbildende Ereignisse waren ab ca. 2000 mya beispielsweise - das Capricorn Orogen zwischen den Pilbara- und Yilgarn-Kratonen, wodurch der Westaustralische Kraton entstand. - die Proterozoic Central Indian Tectonic Zone (CITZ), durch die das Aravalligebirge (engl. Aravalli Range) in Nordwestindien durch die Kollision des Bundelkhand-Kraton mit dem Marwar-Kraton hervorging. - die Fennoskandinavische Orogenese (engl. Svencofennian orogeny) auf der Nordeuropäischen Halbinsel, welche als Abfolge von Subduktionsereignissen und Akkretion von Inselbögen angesehen wird. Aus ihr formte sich ein Großteil der kontinentalen Kruste im heutigen Schweden und Finnland sowie kleinere Teile im NW-Russlands. - die Wopmay-Orogenese (engl. Wopmay orogen), die durch die Kollision zwischen dem Hottah-Terran, nördlich des Hottah-Lake, einem Inselbogen und dem archaischen Slave-Kraton entstand. - die Trans-Hudson orogeny bildete sich durch die Kollision der Hearne-Rae-, Superior- und Wyoming-Kratone und war das wichtigste Gebirgsbildungsereignis, das den Kanadischen Schild, den Nordamerikanischen Kraton (auch Laurentia genannt) und damit den nordamerikanischen Kontinent bildete. - die Penokean-Orogenese (engl. Penokean-orogeny) erstreckt sich am Lake Superior/Nordamerika. Der Kern dieser Orogenese ist der Churchill-Kraton, der infolge mehrerer Kollisionen von Inselbögen und Terranen mit dem nordamerikanischen Kraton entstand. Die Orogenese führte zur Bildung der Kontinente Nena und Arctica, die später mit anderen Kontinenten zum Superkontinent Columbia verschmolzen. Bedeutsame Becken und Formationen sind - der Vredefort-Krater in Südafrika, der um 2000 mya durch den bisher größten identifizierten Einschlagkrater eines Asteroiden auf der Erde mit einem anfänglichen Durchmesser von ca. 300 km entstand. Dieser Impakt, der im Witwatersrand-Becken (engl. Witwatersrand basin) niederging hatte gravierende Auswirkungen auf Beckenstruktur und die darin abgelagerte Transvaal-Supergroup. Im Zentrum des Kraters wurden die halbkreisförmigen Witwatersrand-Höhenzüge aufgeworfen. - die Animikie-Group (ab 1900 mya) im Animikie-Becken mit der Biwabik Iron-Formation und der Gunflint Iron-Formation. Diese Formationen zeichnen sich insbesondere durch die hohen Gehalte an Bändererzen aus. - das Sudbury-Becken in Ontario/Kanada, das um 1850 mya durch den zweitgrößten bekannten Asteroiden-Impakt mit einem ursprünglichen Durchmesser von 250 km erzeugt wurde. Es enthält neben vulknao-sedimentären Ablagerungen reichhaltige Erzlagerstätten. Der Impakt durchschlug die Gunflint-Formation. |
| Klima: Die Erdatmosphäre war weiterhin charakterisiert durch die sog. Dritte Atmosphäre. Der Gehalt an freiem Sauerstoff (O2) war mit ca. 3 % noch gering. |
| Biologie: In den Begleitgesteinen (i.w. Cherts) der Gunflint-Formation/Kanada befinden sich 2000 bis 1900 mya alte Mikrofossilien-Gruppe Acritarcha mit hoher morphologischer Breite und Vielfalt, die von einfachen sphäroidalen Formen bis hin zu solchen mit komplex skulpturierten und mit Fortsätzen versehenen Schalen reicht. Die Zellgröße befindet sich typischerweise im Bereich von 10 bis 50 µm; sie sind damit deutlich größer als Bakterien. Diese Lebewesen dienen häufig als Leitfossil in der Biostratigraphie und könnten als Eukaryoten oder Übergang von Prokaryoten zu den Eukaryoten gedeutet werden. |

| Geologie: Geodynamische Prozesse führten zur weiteren Bildung von Gebirgen, Becken, geologischen Formationen und Akkretionen. Die Akkretion von Kratonen und Kontinentalblöcken zum Superkontinent Columbia kam um 1800 mya zum Abschluss. Er bestand dann aus den Atlantica-Landmassen, den Kontinenten Laurentia, Baltica, Sibiria und Ostantarktika sowie den kratonischen Blöcken Indiens und Westaustraliens. An den Rändern von Columbia fanden jedoch noch bis 1300 mya weitere Subduktions- und Akkretionsprozesse statt, deren Terrane weltweit detektiert werden können. Ab etwa 1730 mya bildete sich während der Kimban-Orogenese der Mawson-Kraton, auch Mawson-Kontinent, der den heutigen Gawler-Kraton (siehe auch Grawler Ranges) in Südaustralien und einen Teil des Ostantarktischen Kratons umfasst. Bedeutende Becken und Formationen waren beispielsweise - das ab 1750 mya alte MacArthur-Becken im Northern Territory/Australien. Es enthält in den bis zu 12 km mächtigen vulkano-sedimentäten Ablagerungen die McArthur Group, in der sich einige der weltweit größten Lagerstätten für Zink (Zn), Blei (Pb) und Silber (Ag) sowie andere Rohstoffen befindet. - die 1640 mya alte Barney-Creek-Formation ist die bisher älteste bekannte Erdöl-Formation. - die 1800 mya alte Vindhya-Supergruppe/Zentralindien, die in einem intrakratonischen Grabenbruchsystem in einem marinen Milieu sedimentierte, zeichnet sich für einen hohen Gehalt an Mikro- und Makrofossilien aus. Die Produktion von Bändererzen nahm deutlich ab oder kam zum Stillstand. Ursächlich könnte eine bessere Durchmischung des Ozeanwassers mit Sauerstoff gewesen sein, die durch den Asteroiden-Impakt im Sudbury-Becken/Ontario/Kanada hervorgerufen wurde. |
| Klima: Die Erdatmosphäre war weiterhin charakterisiert durch die sog. Dritte Atmosphäre. Der Gehalt an freiem Sauerstoff (O2) war mit ca. 3 % noch gering. |
| Biologie: In einer Formation in China befinden sich ca. 1800 mya alte einzellige Acritarcha mit säureresistenter Wand. Diese werden gedeutet als eukaryotische Algen oder Sporen von deren Überdauerungsformen. Die vor etwa 1800 mya einsetzende, über 1000 mya umfassende Vindhya-Supergruppe/Zentralindien zeichnet sich für einen hohen Fossilgehalt an Stromatolithen, Sporen, Acritarchen, Algen, primitive Armfüßer (Brachiopoda, erst in den höchsten Abschnittender Supergruppe), Gefäßpflanzen (vermutete Rotalge, etwa 1600 mya alt) und Spurenfossilien (Ichnofossilien) aus. Brachiopoden und andere höhere Formen treten erst im oberen Abschnitt der Supergruppe auf. Besonders bemerkenswert sind die Algenfilamente, die zu den ältesten mehrzelligen Eukaryoten gehören. Mit den makroskopischen, mehrere Millimeter großen Chuaria und Tawuia lebten Organismen, die längliche bzw. scheibenförmige Formen aufwiesen. Die 1700 mya alten Fossilien stammen u. a. aus der Tuanshanzi-Formation/China. Den neuesten biogeochemischen Analysen zufolge könnte sich um multizelluläre eukaryotische Algen gehandelt haben. |

| Geologie: Wesentliche Ereignisse waren plattentekonischer Art sowie Bildung von Becken und Formationen. An den Superkontinent Columbia, dessen Kratone und Kontinentalblöcke sich bis 1800 mya vereinigt hatten, akkretierten weitere aktive Inselbogen-Terrane. Jedoch begann bereits die Fragmentierung der Landmasse entlang von kontinentalen Grabenbrüchen verbunden mit global weit verbreiteten magmatischen Ereignissen. Um 1550 mya hatte sich der Grawler-Kraton/Südzentral-Australien aus mehreren magmatisch aktiven Gürteln gebildet. Er ist Teil des Australischen Schildes, der auch noch den Pilbara-Kraton und Yilgarn-Kraton umfasst. Der Grawler-Kraton ist reich an Bodenschätzen, wie Gold (Au), Kupfer (Cu), Nickel (Ni), Uran (U) und Diamanten. Bedeutsame Becken und Formationen sind u. a. - die bis zu 10 km mächtige Bangemall Supergroup am Capricorn Orogen/Westaustralien, in der neben den Ablagerungen aus Sandsteinen, Dolomiten auch Stromatolithe enthält. - die 1560 mya alte Gaoyuzhuang-Formation bildete sich auf dem Nordchinakraton mit einer Dicke bis zu 10 km. In den calciumcarbonatischen Schiefern sind makroskopische Fossilien mit linearen und lanzettlichen Formen mit bis zu 30 cm Länge und 8 cm Breite enthalten. Sie werden als benthische multizelluläre Eukaryoten interpretiert. Vergleiche mit lebenden Thallophyten lassen vermuten, dass diese Organismen Photosynthese betrieben. - die Belt Supergroup lagerte sich in einem Grabenbruch-System ab, das sich zwischen dem Nordamerikanischen Kraton und anderen angrenzenden Landmassen von Columbia befand. Derzeit erstreckt sie sich zwischen Montana und Idaho mit weiterer Ausdehnung bis British Columbia und Alberta, wo sie Purcell Supergroup genannt werden. Die mehr als 15 km mächtigen, meist feinkörnigen Gesteine sedimentierten in einem überwiegend süßwassergeprägten lacustrinen Milieu. |
| Klima: Der Gehalt an freiem Sauerstoff (O2) in der Erdatmosphäre war weiterhin mit ca. 3 % noch gering. |
| Biologie: Um 1500 mya erste aerobe Organismen mit oxidativem Energiestoffwechsel. Atmung und Photosynthese erreichten dadurch ein gewisses Gleichgewicht. 1500 mya alte chemofossile Sterane finden sich in der Barney Creek-Formation/N-Australien; Sterane sind typische Bestandteile von Eukaryoten und somit ein biochemischer bzw. geochemischer Nachweis alternativ/zusätzlich zu den morphologischen Indizien. Fossiliert wurden u. a. auch Bakterien und Cyanobakterien. |

| Geologie: Geologisch geprägt ist diese Periode durch Zerfall und Neubildung von Superkontinenten mit entsprechenden Gebirgsbildungen (Orogenesen) und Beckenausformungen. Der Superkontinent Columbia war bis 1300 mya weitgehend auseinandergebrochen mit Bildung von abschließenden magmatischen Dykeschwärmen in Nordamerika, Australien und Fennoskandinavien, wie z. B. die Mackenzie Large Igneous Province mit dem Mackenzie dike swarm im Westen des Kanadischen Schildes, der Sudbury dike swarm im NO Ontario/Kanada sowie die Satakunta dyke swarms im Bottnischen Meerbusen und Finnland. Der Superkontinent Rodinia begann sich ab 1300 mya aus den auseinandergebrochenen Landmassen von Columbia durch konvergierende plattentektonische und gebirgsbildende Prozesse zu formieren. Diese Prozesse führten zu großräumigen Orogenesen, wie die - Grenville-Orogenese (engl. Grenville orogeny) am westlichen und südlichen Rand von Laurentia bzw. Nordamerika von der Labrador-Halbinsel bis Mexiko sowie in Nordschottland und Baltica. - Kibara-Orogenese (engl. Kibaran orgogeny), die Usagara-Ubendian Orogenese sowie die Irumiden Orogenese in Afrika. - Dalslandian-Orogenese bzw. Svekonorwegische-Gebirgsbildung (engl. Sveconorwegian orogeny) in den Bereichen Südschweden und Südnorwegen. - Weitere Orogene bildeten sich in Ostantarktika, Indien und Australien sowie Südamerika. Bestandteile von Rodinia waren die Kratone bzw. Kontinente Ostantarktika, Laurentia, Baltica, Sibiria, Australien, Südamerika, Afrika, Indien und Teile von China. Obwohl die Existenz von Rodinia unbestritten ist, gibt es verschiedene Konzepte über die Konfiguration der beteiligten Landmassen. Zu den bedeutenden Becken und Formationen zählt insbesondere die Grand Canyon Supergroup in Arizona/USA. Die Sedimentation dieser Supergroup begann um 1250 mya in einem Grabenbruch, der während Terran-Abspaltungen von Laurentia entstand. Die Supergroup besteht aus mehreren Gruppen und Formationen mit einer Mächtigkeit von 4 km und ist aufgeschlossen im Grand Canyon. Die Sedimentation erfolgt in einem warmen Schelfmeer und kam erst um 250 mya zum Abschluss. Intrusionen von Granit durchschlugen lokal die Ablagerungen. |
| Klima: Die atmosphärischen Verhältnisse hatten sich gegenüber früheren Perioden kaum verändert. Der Gehalt an freiem Sauerstoff (O2) in der Erdatmosphäre war weiterhin mit ca. 3 % noch gering. |
| Biologie: In der Hunting-Formation von Somerset Island/Nordkanada fossilierten 1200 mya alte Pflanzen mit Bangiophyton-ähnlichen Formen, die charakteristisch für die komplexeren Rotalgen sind. Sie werden beschrieben als die Spezies Bangiomorpha pubescens aus der Gattung Bangiomorpha. Sie wird als möglicher erster bekannter komplexer Vielzeller mit sexueller Fortpflanzung angesehen. |

| Geologie: Der sich bildende Superkontinent Rodinia bestand in dieser Periode bereits aus den meisten Kontinenten, Kratonen und Blöcken. Becken und Formationen sind beispielsweise - die 1200 mya alte Torridonian Supergroup des Hebriden-Terrans in den Northwest Highlands von Schottland mit einer Mächtigkeit von 11 km. Das Hebriden-Terran bildete ursprünglich einen Teil des Vorlandes von Laurentia. Die Sedimente lagerten sich in einem Grabenbruch ab. - das Midcontinent Rift System, auch Keweenawan Rift auf Laurentia mit einem Alter von etwa 1100 mya. Es ist ein kontinentaler Grabenbruch mit mehreren Ausläufern, der sich von Kansas bis zum Oberer See (engl. Lake Superior) erstreckt. Bei der Riftbildung, die evtl. durch die Grenville-Orogenese gestoppt wurde, entstanden immense Mengen an Magmatiten, die wahrscheinlich aus einem Hotspot stammten. In der Postriftphase lagerten sich weitere Sedimente ab, die große Kupfervorkommen beherbergen. Die Mächtigkeit beträgt bis zu 50 km. |
| Klima: Weiterhin war der Gehalt an freiem Sauerstoff (O2) in der Erdatmosphäre mit ca. 3 % noch gering. |
| Biologie: In Ablagerungen bei Chorhat/Indien wurden erstmals ca. 1100 mya alte Spuren mehrzelliger tierischer Organismen entdeckt, die sich aktiv bewegen konnten. Sie werden als wurmähnliche bodenlebende Benthos interpretiert, die ihre Biotope wechseln konnten. |

| Geologie: Die geologischen Prozesse waren dominiert durch die ausklingenden Orogenesen, die im vergangenen Ectasium einsetzten und zur abschließenden Formierung des Superkontinents Rodinia um 900 mya führten. Umfangreiche magmatische Ereignisse waren Folge der konvergierenden Kontinentalplatten. Rodinia umfasste wahrscheinlich alle Landmassen, die es zu diesem Zeitpunkt auf der Erde gab. In seinem Zentrum lag vermutlich Laurentia. Der Superkontinent war vom weltumspannenden Ozean Mirovia umgeben. Der Zerfall Rodinias setzte mit Grabenbruchbildungen an verschiedenen Stellen und in unterschiedlichen Zeiträumen ein. Zwischen 870 und 850 mya entstanden diverse größere Intrusionen, die in Südchina und Afrika sowie in Skandinavien und Schottland nachgewiesen wurden. Ab 830 mya entwickelte sich ein Superplume in nördlichen polaren Breiten, der etwa 25 mya andauerte. Ein weiterer Superplume entstand ab 780 mya in äquatorialen Breiten. Ab 750 mya verursachte dieser Diapir auch Grabenbrüche in den westlichen Bereichen. Am heutigen NO-Rand Afrikas entstand mit dem beginnenden Rodinia-Zerfall ein ozeanisches Becken, das sich zum Mosambik-Ozean ausweitete. Hierin entstanden ozeanische Plateaus, mittelozeanische Rücken, Backarc- und Forearc-Becken sowie passive Kontinentalränder und andere Terrane. Als sich dieser Ozean wieder zu schließen begann, kollidierten diese Krustenblöcke subduktionsbedingt mit dem NO-Rand Afrikas und begannen ab 850 mya das Ostafrikanische Orogen aufzufalten. Den nördlichsten und frühesten Abschnitt bildet der Arabisch-Nubische Schild, dessen Akkretion zwischen 890 und 580 mya erfolgte. Das Ostafrikanische Orogen ist die früheste Gebirgsbildung innerhalb der weit umfassenderer Pan-Afrikanischen Orogenese, bei der Kratone und andere kontinentale Krustenteile zum Afrikanischen Kontinent vereinigt wurden. Die Produktion von Bändererzen setzte nach dem Rückgang um 1800 mya wieder ein. Es wird ein Zusammenhang mit dem Algonkischen Eiszeitalter vermutete. |
| Klima: Ab 850 mya trat eine Wende in der Sauerstoff- (O2)-Anreicherung in der Erdatmosphäre ein. Die Werte erhöhten sich zunächst erst langsam, aber stetig. Der steigende Sauerstoffgehalt war die Voraussetzung für die Entstehung höherer Lebensformen. Ab 750 mya bildete sich Ozon (O3) in höheren Schichten der Atmosphäre, das UV-Strahlen von der Erdoberfläche abschirmte, was für die Entwicklung des Lebens auf den Kontinenten entscheidend war. Der Sauerstoffgehalt war groß genug, dass Bakterien auf und in terrestrischen Sedimentschichten leben konnten. Um 950 mya ereignete sich das Algonkische Eiszeitalter, auch die Griesjö-Vereisung, in heutigen nördlichen europäischen Breiten. Die Kaigas-Eiszeit fand von 780 bis 735 mya statt. Sie gilt als die älteste der großen Vereisungen im Neoproterozoikum. Eiszeitlichen Ablagerungen stammen bisher nur aus Namibia, Brasilien und China, deswegen keine globale Vereisung angenommen wird. |
| Biologie: Die Acritarcha erlebten ihre erste große evolutionäre adaptive Radiation (Artenauffächerung). Ab ca. 1000 bis 700 mya kamen in diversen Lokalitäten Acritarcha (Mikrofossilien) mit Fortsätzen vor, die planktische Lebensweise ermöglichte. Vermutlich ab 900 mya erste Pilze in einem Schiefergestein in Kanada. Noch ältere Pilzfossilien aus China und Australien (ca. 1500 mya) sind noch nicht bestätigt. Um 800 mya tauchten ab 760 mya die ersten vielzelligen Tiere in der Otavi-Gruppe/Namibia auf, wie z. B. die mikrofossile schwammähnliche Art Otavia antiqua. Die Interpretation ist jedoch noch strittig. |

| Geologie: Um 720 mya war der Superkontinent Rodinia weitgehend auseinandergefallen. Zwischen Westaustralien mit Ostantarktika, Südchina und der Nordflanke Laurentias begann sich der Panthalassa-Ozean zu öffnen, während der Mirovia-Ozean subduzierte. Rodinia war größtenteils wieder zerfallen. Umfangreiche Lavaströme und Vulkanausbrüche wurden auf den meisten heutigen Kontinenten gefunden. Bedeutende Becken und Formationen entstanden z. B. - in einem intrakontinentalen Grabenbruch zwischen den Kratonen Kongo-Sao-Francisco und Kalahari in S-Angola und N-Namibia das Owambo Becken, in dem sich in mehreren Formationen mächtige Sedimente mit bedeutenden Rohstoffen ablagerten. - entlang eines passiven Kontinentalrandes am Jangtse-Kraton in der Guizhou-Provinz/SW-China die Doushantuo-Formation, die berühmt ist durch sehr gut erhaltene Fossilien von sehr frühen vielzelligen Tieren (Metazoa) und eventuellen Zweiseitentiere (Bilateria). Im McArthur-Becken/Nordaustralien bildete sich um 650 mya der ursprünglich bis ca. 40 km große Strangways-Einschlagkrater.                                                            |
| Klima: Der Sauerstoff (O2)-Gehalt in der Erdatmosphäre war weiter gestiegen. Es ereigneten sich mehrere Eiszeitalter mit z. T. kompletter globaler Vereisungen (Schneeball Erde). Sie waren die schwersten Eiszeiten der Erde. Die bis zu 2 km mächtige Gletscherbedeckung breiteten sich wahrscheinlich intermittierend aus und reichten zeitweise bis zum Äquator. Die Datierungen sind noch ungenau. Unterschieden werden die - Sturtische Eiszeit, ca. 720 bis 670 mya. - Varanger Eiszeit ca. 670 mya (wenig bekannt). - Marinoische Eiszeit ca. 650 bis 635 mya und markiert somit das Ende des Cryogeniums. Einer Hypothese zufolge stehen diese Eiszeiten im Zusammenhang mit dem Auseinanderbrechen des Superkontinents Rodina. Über den nun kleineren Kontinentalplatten konnte vermehrt Regen niedergehen, der in Verbindung mit der physikalischen auch chemischen Verwitterung der Gesteine bewirkte. Dadurch wurde der Atmosphäre Kohlendioxid (CO2) entzogen, was zur globalen Temperaturabsenkung führte. Das Ende der Vereisungen wird mit vermehrtem Vulkanismus und wieder erhöhter Freisetzung von Kohlenstoffdioxid in Verbindung gebracht. |
| Biologie: Die Photosynthese kam während der Eiszeiten fast völlig zum Stillstand. Erste einzellige Amöben, wie die gehäusetragende Gattung Arcellinida, wurden fossil nachgewiesen. Mit der Gattung Vernanimalcula lebte der vermeintlich früheste bekannte Vertreter der Bilateria (Zweiseiten-Tiere). Funde stammen aus der Doushantuo-Formation/China. |

| Geologie: Ab 630 mya begannen sich die Bruchstücke des auseinanderfallenden Superkontinent Rodinia wieder neu zum letzten neoproterozoischen Superkontinent Pannotia, auch Groß-Gondwana, Gondwanaland oder Vendia, zu formieren. Der damals noch zusammenhängende Kraton Kongo-Sao-Francisco stand dabei im Zentrum der Kollisionen von Kontinenten und anderen Krustenblöcken. Um ihm gruppierten sich der Arabisch-Nubische Schild, der Sahara-Metakraton, die Kratone Westafrika, Kalahari, Rio de la Plata und Amazonia (Amazonas-Schild). Mit letzteren war auch Laurentia verbunden, welches mit Sibiria und Baltica benachbart war. Groß-Indien (Indien mit NO-Madagaskar, Sri Lanka und die Seychellen), Australien mit Ostantarktika kollidierten ebenfalls mit dem Kraton Kongo-Sao-Francisco sowie dem Sahara-Metakraton. Pannotia bestand kurzzeitig und war ab etwa 540 bis 530 mya stellenweise schon vom Wiederauseinanderdriften gekennzeichnet und vom hypothetischen Pan-Afrikanischen Ozean umgeben. Ab 530 mya entfernten sich Laurentia, Siberia und Baltica und andere Blöcke von den restlichen Pannotia-Landmassen. Zwischen diesen breitete sich der Iapetus-Ozean aus. Zentrale Bildungselemente von Pannotia waren die Pan-Afrikanische Orogenese und die südamerikanische Brasiliano-Orogenese, aus denen eine Vielzahl von einzelnen Gebirgsbildungen resultierten, als sich die Ozeane um die Kontinente und Kratone zu schließen begannen. Die Pan-Afrikanische Orogenese begann mit der Auffaltung des NS-verlaufenden Ostafrikanischen Orogens mit dem Arabisch-Nubischen Schild und dem Mosambik-Gürtel an der heutigen Ostflanke Afrikas im Zeitraum von 0,85 und 550 mya. Es stellte den größten durchgehenden Gebirgszug des Neoproterozoikums und frühen Kambriums dar. Einbezogen war dabei auch die Kollision von Groß-Indien, wodurch der Mosambik-Ozean geschlossen wurde. Zwischen 570 und 530 mya entstand der OW-streichende Kuunga-Gürtel infolge der Kollision zwischen Ostantarktika und Groß-Indien einerseits, dem südlichen Ende des Ostafrikanischen Orogens sowie der beiden Kratone Kalahari und Kongo-Sao-Francisco andererseits. Dabei subduzierte das Khomas-Meer zwischen diesen beiden Kratonen. Die Brasiliano-Orogenese entstand durch die Schließung des Adamastor-Ozeans mit Kollision von Westafrika und Ostsüdamerika. Die restlichen Pannotia-Bestandteile werden als Gondwana bezeichnet. Dieser Großkontinent gliedert sich entsprechend der Entstehungshistorie von Pannotia in West-Gondwana und Ost-Gondwana. West-Gondwana bestand demzufolge aus den „afrikanischen“ und „südamerikanischen“ Landmassen, während Ost-Gondwana Groß-Indien, Australien und Ostantarktika umfasste. Gondwana stehen die Kontinente Laurentia, Baltica und Sibiria entgegen. Gondwana existierte als eigenständiger Kontinent bis zur Vereinigung mit dem Superkontinent Pangaea um 300 mya. Am Nordrand von West-Gondwana, entsprechend dem heutigen Südamerika und Afrika, bildeten sich entlang eines aktiven Kontinentalrandes die Terrane von Peri-Gondwana. Subduktionsbedingt entstanden mehrere magmatische Inselbögen, die sich zu Mikrokontinenten oder Terranen weiterentwickelten. Hinsichtlich ihrer Gestehungslokalitäten, petrografischen Eigenschaften und tektonothermischen Modifikationen lassen sie sich gruppentypisch zum Avalonia-Typ, Armorika-Typ, Ganderia-Typ und Kraton-Typ zusammenfassen. Infolge späterer plattentektonischer Vorgänge sind Gesteinseinheiten in heutigen Fundamenten von West- und Mitteleuropa sowie von Teilen an der Ostküste Nordamerikas zu finden. (Siehe auch Cadomische und Kaledonische Orogenese). In dieser Periode entstanden mehrere große Einschlagkrater, wie der - Amelia-Creek-Krater mit einem zentralen Trümmerkegel von ca. 20 × 12 km im Davenport-Range-Nationalpark/Nordaustralien (geschätztes Alter zwischen 1660 und 600 mya). - ehemals bis zu 90 km große Acraman-Krater in den Grawler Ranges/Nordaustralien (um 590 mya). - ca. 60 km große, stark erodierte Beaverhead-Krater in Montana/USA (600 mya). - ca. 17 km große Luizi-Krater in der Provinz Haut-Katanga/DR Kongo (um 570 mya). |
| Klima: Nach dem Ende der globalen Cryogenium-Vereisung um 635 mya kam es von 582 bis 580 mya zur Gaskiers-Eiszeit. Obwohl sie eine kurze und keine globale Eiszeit war, hatte sie eine große Bedeutung auf die Entwicklung des Lebens auf der Erde (siehe unter Biologie). Ab ca. 600 mya waren die Sauerstoffsenken weitgehend gesättigt, und es folgte ein recht sprunghafter Anstieg des Luftsauerstoffs auf ca. 12 % infolge oxigener Photosynthese. |
| Biologie: Zwischen 580 und 540 mya entwickelten sich die meist primitiven Vielzeller, die eine Makrogesellschaft darstellten und als Ediacara-Fauna bezeichnet werden. Namengebend sind die den Ediacara-Hügeln/Südaustralien. Sie können als Fossilgemeinschaften gruppiert werden in die charakteristischen Avalon-Gemeinschaft, Weißes-Meer-Gemeinschaft und Nama-Gemeinschaft, können aber aus unterschiedlichen Fundorten stammen. Die Entwicklung der Ediacara-Fauna setzte unmittelbar nach dem Ende der Gaskiers-Eiszeit ein. Diese Lebewesen ähneln gar nicht oder kaum rezenten Formen. Sie können in Gruppen zusammengefasst werden, wie die - farnblattähnliche, verzweigte Rangeomorpha, die mittels knollenähnlicher Struktur mit Untergrund verwachsen waren und starr aufrecht standen. - blattförmige, nicht verzweigte Erniettomorpha, die vermutlich ganz oder teilweise im Sediment lebten. - dünne, scheibenförmige Dickinsoniomorpha, die möglicherweise ein Vorder- und Hinterende hatten und sich fortbewegen konnten. - farnwedelähnliche Arboreomorpha, die eine bauchige Haftscheibe und flexiblen Stiel aufwiesen. - scheibenförmige Triradialomorpha, die dreidimensionale hakenförmige Rippen bzw. Arme zeigten. - ovale bis birnenförmige Kimberellomorpha, die rückenseitig eine einzelne achsensymmetrische (bilateral) Schalenplatte besaß. - segmentierte Bilaterialomorpha, bei denen die beiden vorderen hufeisenförmigen Segmente als Kopf interpretiert werden, in dem sich möglicherweise primitive Augen und ein Mund befanden. - langgestreckte kegelförmige Thectardis wird den Schwämmen zugeordnet und hatte eine zentrale Vertiefung ggf. zur Wasserfiltrierung. - röhrenartigen skeletttragende Fossilien, die gebogene röhrenförmige oder trichterförmige Schalen besaßen. - Spurenfossilien, wie Aspidella (syn. Cyclomedusa) und Treptichnus pedum, die Spuren von unbekannten Organismen hinterließen. |

## Das Äon Phanerozoikum
| Geologie: |
| Klima: |
| Flora: Land unbewohnt |
| Fauna: Land unbewohnt, im marinen Bereich beginnt um 540 mya die Kambrische Explosion. Zunächst erscheint eine Vielzahl kleiner hartschaliger Organismen (small shelly fauna). Diese Organismen lassen sich nur schwer oder gar nicht heute bekannten Tiergruppen zuordnen. Im restlichen (jüngeren) Kambrium sind Trilobiten die vorherrschende Gruppe. Um 530 mya steigen die Gliederfüßer auf. |

| Geologie: |
| Klima: |
| Flora: Land unbewohnt |
| Fauna: Die Fauna besteht aus frühen Trilobiten und bemerkenswerten, sehr hoch entwickelten „Weichtieren“. Einen tiefen Einblick in das frühe Leben gibt die Chengjiang-Formation mit einer diversen Fauna, bestehend aus Gliederfüßern, Würmen, schalentragenden Organismen und zahlreichen Formen, die sich schwer einordnen lassen. Der sogenannte Maotianshan-Schiefer steht in der Provinz Yunnan in China auf tausenden von Quadratkilometern an. |

| Geologie: Pannotia, ein Teil des Superkontinents Rodinia, zerfällt weiter in Einzelteile. |
| Klima: Kalt                                                                               |
| Flora: Land unbewohnt                                                                     |
| Fauna:                                                                                    |

| Geologie: Unveränderte Kontinentaldrift, Gondwana hält zusammen.                                                  |
| Klima: Anstieg der Durchschnittstemperatur, lokal heiß.                                                           |
| Flora: |
| Fauna: Archaeocyathiden sterben gegen Ende des unteren Kambrium wieder aus. Inartikulate Brachiopoden dominieren. |

| Geologie: Unveränderte Kontinentaldrift, Gondwana hält zusammen.                                                       |
| Klima: Klima feucht und heiß, die Pole ganzjährig eisfrei, ausgedehnte Wüsten auf allen Kontinenten, Evaporitbildungen |
| Flora: |
| Fauna: |

| Geologie: Unveränderte Kontinentaldrift, Gondwana hält zusammen |
| Klima: Der Meeresspiegel erreicht einen vorläufigen Höchststand, großräumige Meeresvorstöße. |
| Flora: |
| Fauna: Der Burgess Shale ermöglicht einen Einblick in die Lebewelt im mittleren Kambrium. Aufgrund der günstigen Erhaltungsbedingungen sind bei diesen Fossilien die Weichteile der Tiere erhalten geblieben. Erste Articulata (Armfüßer), schlosstragende Brachiopoden mit calcitischer Schale, entwickelten sich. Primitive Stachelhäutergruppen, zunächst noch ohne Bedeutung. Brachiopoden stellen 33 %, Trilobiten ca. 56 % der beweglichen Fauna. Bemerkenswert sind auch Belege von Anomalocaris, bis über 1 Meter lange, räuberisch lebender Tiere, die den Gliedertieren zugeordnet werden. |

| Geologie: |
| Klima:    |
| Flora:    |
| Fauna:    |

| Geologie: |
| Klima:    |
| Flora:    |
| Fauna:    |

| Geologie: |
| Klima:    |
| Flora:    |
| Fauna:    |

| Geologie: |
| Klima: |
| Flora: |
| Fauna: Erste tabulate Korallen erscheinen, erste Schnecken (Bellerophon) und Kopffüßer, primitive Nautiloideen, Graptolithen, primitive Wirbeltiere im Meer. Starke Verbreitung der Nautiloideen mit anschließendem Massenaussterben. Massenaussterben auch bei den Trilobiten. |

| Geologie: |
| Klima: Nordafrika liegt auf dem Südpol und ist eisbedeckt. Weltweit steigen die Durchschnittstemperaturen. |
| Flora: |
| Fauna: Entstehung einer Fülle neuer Baupläne durch Übergang von sessilem zum planktischen oder pseudoplanktischen Leben, die Graptolithen fanden dadurch in den offenen Ozeanen einen völlig neuen Lebensraum vor, was mit einer explosiven Entfaltung einherging. Artikulate Brachiopoden erleben eine Radiation. |

| Geologie: |
| Klima: Warmwasser, Salzablagerungen am Äquator, Gondwana am Südpol vereist. Weltweit sehr warm, tropisch feucht.                                                                                     |
| Flora: |
| Fauna: Graptolithen evolvieren weiter, gehen in die eigentlichen Graptoloidea (mit monomorphen Theken) über. Ende der Radiation der artikulaten Brachiopoden, die Gattungszahlen stabilisieren sich. |

| Geologie: |
| Klima: Warmwasser, Salzablagerungen am Äquator, Gondwana am Südpol vereist. Weltweit sehr warm, tropisch feucht. |
| Flora: |
| Fauna: Ein Höhepunkt der Diversitätsentwicklung bei den Nautiloideen.                                            |

| Geologie: |
| Klima: Warmwasser, Salzablagerungen am Äquator, Gondwana am Südpol vereist (Nordafrika, heutige Sahara). Weltweit sehr warm, tropisch feucht. |
| Flora: |
| Fauna: Die ersten Echinodermen radiieren (Cystoideen und Crinoiden). Seeigel erscheinen vereinzelt, Agnathen differenzieren sich leicht.      |

| Geologie: Aufgrund der Kollision von Laurentia, Fennosarmatia und Gondwana beginnt die kaledonische Gebirgsbildung, die kaledonischen Gebirge falten sich aber erst im Oberen Silur. |
| Klima: Warmwasser, Salzablagerungen am Äquator, Gondwana am Südpol vereist. Weltweit sehr warm, tropisch feucht.                                                                     |
| Flora: |
| Fauna: |

| Geologie:                                   |
| Klima: Weltweit sehr warm, tropisch feucht. |
| Flora:                                      |
| Fauna:                                      |

| Geologie: |
| Klima: Oberordovizische Vereisung |
| Flora: |
| Fauna: Große Fauneninzessionen, an der sich vor allem benthonische Flachwassergruppen wie die Trilobiten und Brachiopoden beteiligen. Auch Orthiden, Strophomeniden und Pentameriden erfahren ein weitgreifendes Massensterben. |

| Geologie:                                                                                  |
| Klima:                                                                                     |
| Flora:                                                                                     |
| Fauna: Erste Placodermi (Panzerfische) erscheinen, sterben 50 Mio. Jahre später wieder aus |

| Geologie: |
| Klima:    |
| Flora:    |
| Fauna:    |

| Geologie:                                                                   |
| Klima:                                                                      |
| Flora:                                                                      |
| Fauna: Die Gattungszahl der Graptolithen sinkt, nicht aber ihre Häufigkeit. |

| Geologie: |
| Klima:    |
| Flora:    |
| Fauna:    |

| Geologie: |
| Klima:    |
| Flora:    |
| Fauna:    |

| Geologie: |
| Klima:    |
| Flora:    |
| Fauna:    |

| Geologie: Die kaledonische Gebirgsbildung, die im Ordovizium begonnen hat, führt zur Auffaltung der kaledonischen Gebirge. |
| Klima: |
| Flora: Erste primitive gefäßbesitzende Landpflanzen (Psilophyta, Urfarne) in Küstennähe                                    |
| Fauna: Erste Gliederfüßer in Küsten- und Ufernähe                                                                          |

| Geologie:                                   |
| Klima:                                      |
| Flora:                                      |
| Fauna: Ammoniten beginnen ihre Entwicklung. |

| Geologie: |
| Klima:    |
| Flora:    |
| Fauna:    |

| Geologie: |
| Klima:    |
| Flora:    |
| Fauna:    |

| Geologie: Um 400 mya variszische Gebirgsbildung |
| Klima:                                          |
| Flora:                                          |
| Fauna: Ammoniten um 400 mya gut entwickelt      |

| Geologie: Mitteleuropa unter Wasser, Gebirgshöhen der kaledonischen Gebirge weitestgehend eingeebnet, Zufuhr von Sedimenten in die Küstenregionen lässt nach, Bildung ausgedehnte Riffe aus Korallen und Stromatoporen. In Mitteleuropa bilden sich karbonatische Sedimente (Riffkalke und pelagische Cephalopodenkalke). |
| Klima: |
| Flora: |
| Fauna: |

| Geologie: |
| Klima:    |
| Flora:    |
| Fauna:    |

| Geologie: Variszische Gebirgsbildung führt zur Auffaltung, Mitteleuropa verlandet, Ende der Riffbildung im Gebiet des heutigen Rheinischen Schiefergebirges, Harz und Eifel. |
| Klima: |
| Flora: |
| Fauna: |

| Geologie: Mitteleuropa unter Wasser, die Riffe versinken, zusätzlich erneut Schutteinlagerungen aus der verlandenden Mitteldeutschen Schwelle. Um 370 mya beginnt die Auffaltung des Rheinischen Schiefergebirges. Baltica und Laurentia werden zusammengeschoben und bilden künftig einen Block („Old-Red-Kontinent“). |
| Klima: |
| Flora: Üppige Wälder entstehen, erste Samenpflanzen |
| Fauna: |

| Geologie: Festlandschwellen zwischen Laurussia und Gondwana. (Franko-Alemannisch-Böhmisches Land, Mitteldeutsche Kristallinschwelle, Normannische Schwelle). Schelfmeer über den britischen Inseln. |
| Klima: |
| Flora: |
| Fauna: |

| Geologie: |
| Klima:    |
| Flora:    |
| Fauna:    |

| Geologie: Variszische Orogenese erreicht ihren Höhepunkt. In mehreren Phasen bildet sich ein ca. 500 Kilometer breites Gebirge, welches durch ganz West- und Mitteleuropa, von Spanien bis nach Polen verläuft.                                                  |
| Klima: Tropisches Klima entlang des Äquators, aber im Oberkarbon auch Vergletscherungen. |
| Flora: Paläophytikum (Zeitalter der Farnpflanzen), vor allem im Oberkarbon tropische Sümpfe und Küstenmoore, riesige tropische Regenwälder, die zur Kohlebildung führten, Samenpflanzen und Sporenpflanzen nebeneinander, Festland komplett von Pflanzen bedeckt |
| Fauna: Goniatiten, Conodonten, große Foraminiferen, Korallen, Brachiopoden |

| Geologie: |
| Klima:    |
| Flora:    |
| Fauna:    |

| Geologie: |
| Klima:    |
| Flora:    |
| Fauna:    |

| Geologie: Durch variszische Orogenese werden Teile Europas zu Festland. |
| Klima:                                                                  |
| Flora:                                                                  |
| Fauna:                                                                  |

| Geologie: |
| Klima: Permokarbonische Vereisung, starke Klimakontraste, teilweise Vergletscherung von Afrika, Indien, Australien und Antarktika, Mitteleuropa liegt im Tropengürtel. Absinken des Meeresspiegels. |
| Flora: Die Wälder bestehen zunehmend aus Samenfarnen (Glossopteris), Schachtelhalmen (Calamites), Bärlappgewächsen (Lepidodendron, Sigillaria) und Koniferen (Gymnospermen).                        |
| Fauna: |

| Geologie: |
| Klima: |
| Flora: Erste Nadelwälder entstehen und drängen die kohlebildenden Pflanzengruppen des Karbon zurück, die zunehmend kleinwüchsig werden. |
| Fauna: |

| Geologie: |
| Klima:    |
| Flora:    |
| Fauna:    |

| Geologie: |
| Klima:    |
| Flora:    |
| Fauna:    |

| Geologie: |
| Klima:    |
| Flora:    |
| Fauna:    |

| Geologie: |
| Klima:    |
| Flora:    |
| Fauna:    |

| Geologie: |
| Klima:    |
| Flora:    |
| Fauna:    |

| Geologie:                                                   |
| Klima:                                                      |
| Flora: Beginn des Mesophytikum (Dominanz der Gymnospermen). |
| Fauna:                                                      |

| Geologie: Mitteleuropa wird durch fünf Teiltransgressionen vom Zechsteinmeer überflutet, das auf die kontinentale Platte vordringt und bis zum Ende des Perm große Salzmengen ablagert (bis zu 1000 Meter dicke Schichten). Mansfelder Kupferschiefer, in Südeuropa marine Kalkablagerungen. Ural faltet sich auf. |
| Klima: Klima wird wärmer, die Gletscher beginnen zu schwinden, Treibeis jedoch noch bis Ende des Perms. |
| Flora: |
| Fauna: |

| Geologie: ca. 250 mya Extrusion kontinentaler Plateaubasalte in Sibiria, verm. eine Ursache des Massensterben am Ende des Perm. |
| Klima: |
| Flora: |
| Fauna: größtes Massenaussterben der Erdgeschichte, 75–90 % aller marinen Arten, u. a. sterben die Trilobiten und die einzelligen Fusulinen endgültig aus, die Palaeoammonoidea werden von den Ceratiten abgelöst. 20 Familien der Therapsiden sterben aus. |

| Geologie: |
| Klima: In inneren Gebieten von Pangaea extrem trocken und heiß, in Mitteleuropa, das damals am Meer lag, semiarides Klima. Polkappen eisfrei.                                                                                          |
| Flora: |
| Fauna: Nach dem Massenaussterben im Perm erfolgt Radiation, die Synapsiden erleben in der Folgezeit eine letzte Blüte, Nachfahren der großen Ur-Amphibien (Stegocephalen) entstehen: Mastodonsaurus und das Chirotherium („Handtier“). |

| Geologie:                                                                          |
| Klima: In inneren Gebieten von Pangaea extrem trocken und heiß, Polkappen eisfrei. |
| Flora:                                                                             |
| Fauna:                                                                             |

| Geologie: Germanisches Becken erlebt eine Transgression der Tethys mit Bildung von Wellenkalk sowie dünnschichtigen Kalksteinen, ergiebige Ablagerungen von Muscheln- und Brachiopodenkalken |
| Klima: In inneren Gebieten von Pangaea extrem trocken und heiß, Polkappen eisfrei. |
| Flora: |
| Fauna: |

| Geologie: Germanisches Becken lagert große Mengen von Trochiten- und Ceratitenkalken ab. |
| Klima: In inneren Gebieten von Pangaea extrem trocken und heiß, Polkappen eisfrei.       |
| Flora:                                                                                   |
| Fauna: 230 mya Theropoden erscheinen und bleiben bis zum Ende der Kreidezeit dominant    |

| Geologie: Pangaea beginnt zu zerbrechen, der Nordatlantik entsteht, es bildet sich mit der Zeit ein massives Rift zwischen Nordamerika und Nordwestafrika. Mittel- und Südwesteuropa mit Wasser bedeckt, es entstehen Karbonatgesteine, Riffgesteine und Evaporite, aus denen die schwäbische Alb, Kalkalpen und die Dolomiten heute bestehen. Analog dazu die Gesteine in Kleinasien, Himalaya und Indochina. Gebirgsbildung beginnt an der pazifischen Küste von Nordamerika, starker Vulkanismus. Kein Eis auf den Kontinenten. |
| Klima: In inneren Gebieten von Pangaea extrem trocken und heiß, Polkappen eisfrei. |
| Flora: |
| Fauna: Vor allem Tiere der äquatorialen Tethys dringen nach Westen vor. |

| Geologie: Im Germanischen Becken sinkt der Meeresspiegel, Verlandung unter Anlieferung von Sedimenten von Norden, es entstanden der Lettenkohlenkeuper und der Gipskeuper. |
| Klima: In inneren Gebieten von Pangaea extrem trocken und heiß, Polkappen eisfrei. |
| Flora: |
| Fauna: Dinosaurier entwickeln sich weiter, Ichthyosaurier und Flugsaurier, Therapsiden entwickeln sich zu mausgroßen Säugern weiter. In der Tethys große Riffbildung durch neuartige Korallengruppen (Scleractinia). Erste Wasserschildkröten, Pflasterzahn-Echsen Placodus und Henodus im Meer. Seelilien, Muscheln und Brachiopoden, darunter die ersten Terebratulida, sowie Ammoniten der Gattung Ceratites. |

| Geologie: Im Germanischen Becken erneute Transgression                                                              |
| Klima: In inneren Gebieten von Pangaea extrem trocken und heiß, Klima wandelt sich durch Zerbrechen des Kontinents. |
| Flora: Wahrscheinlich erste Vorfahren der Angiospermen, Gymnospermen dominieren noch.                               |
| Fauna: Großes Massenaussterben, die Archosaurier verlieren ihre dominante Stellung                                  |

| Geologie:                                                                                                |
| Klima: Im Inneren von Pangaea extrem trocken und extrem heiß.                                            |
| Flora:                                                                                                   |
| Fauna: Die nach einem Massensterben übliche Radiation, Dinosaurier werden die dominanten Landwirbeltiere |

| Geologie:                                                     |
| Klima: Im Inneren von Pangaea extrem trocken und extrem heiß. |
| Flora:                                                        |
| Fauna:                                                        |

| Geologie:                                                     |
| Klima: Im Inneren von Pangaea extrem trocken und extrem heiß. |
| Flora:                                                        |
| Fauna:                                                        |

| Geologie: |
| Klima:    |
| Flora:    |
| Fauna:    |

| Geologie:                                        |
| Klima: Keine deutlich differenzierten Klimazonen |
| Flora:                                           |
| Fauna:                                           |

| Geologie:                                        |
| Klima: Keine deutlich differenzierten Klimazonen |
| Flora:                                           |
| Fauna:                                           |

| Geologie: |
| Klima:    |
| Flora:    |
| Fauna:    |

| Geologie: |
| Klima:    |
| Flora:    |
| Fauna:    |

| Geologie:                                |
| Klima: Klima weiter zunehmend trockener. |
| Flora:                                   |
| Fauna:                                   |

| Geologie: Gebirgsbildung rund um den Pazifik beginnt (Zirkumpazifische Orogenese bzw. Kimmerische Faltung). Start der Subduktion der pazifischen Platten unter den Westrand Südamerikas, Beginn der Auffaltung der Anden.               |
| Klima: Klima verändert sich grundlegend. Im Innern von Pangaea nicht mehr so trocken, Schneefälle treten auf, längere FrostSystemn in den Polarregionen. Zur Kreidezeit hin ausgeglichener und warmfeucht. Keine Vereisungen im Inland. |
| Flora: |
| Fauna: Starke Riff- und Karbonatbildung, Hexakorallen, Muscheln, Terebrateln, Crinoiden und pentamere Echinodermen. |

| Geologie: Regression Mitteleuropas, das Meer geht zurück                     |
| Klima:                                                                       |
| Flora: Erste Blütenpflanzen entstehen aus einem Zweig der Nacktsamer         |
| Fauna: 150 mya Archaeopteryx (Urvogel) mit Federn und Skelett gut entwickelt |

| Geologie: Neokom-Transgression: Nordsee transgrediert die Wealdensenken, im Raum Salzgitter entstehen Trümmereisenerze, Schüttungen vor der Mitteldeutschen Landschwelle (Hils- und Osningsandstein). Pangaea bricht endgültig auseinander. |
| Klima: |
| Flora: Es bilden sich kontinentale und brackisch-limnische Ablagerungen mit Kohleflözen (Wealden-Kohle). Zweifelsfrei Bedecktsamer (Angiospermen) entwickelt.                                                                               |
| Fauna: |

| Geologie:                                                                           |
| Klima:                                                                              |
| Flora: Gesteinsbildner: Rotalgen (Corallina) und Grünalgen (Codiaceen mit Halimeda) |
| Fauna:                                                                              |

| Geologie: |
| Klima:    |
| Flora:    |
| Fauna:    |

| Geologie: |
| Klima:    |
| Flora:    |
| Fauna:    |

| Geologie: Südamerika beginnt sich von Afrika zu trennen, zunächst entsteht ein schmales Becken ohne Verbindung nach Norden, Bildung von Plateaubasalten (Parana-Becken) |
| Klima: |
| Flora: |
| Fauna: gefiederte Dinosaurier: Microraptor |

| Geologie: Die Wasserzirkulation im Atlantikbecken ist eingeschränkt, unter anoxischen Bedingungen bilden sich bituminöse Kalke, kontinentales Abtrennen von Südamerika und Afrika in vollem Gange, das Meer transgrediert zunächst aus südlicher Richtung und schafft sich schließlich eine Verbindung zum Nordatlantik. |
| Klima: |
| Flora: Beginn des Känophytikum |
| Fauna: Heteromorphe Ammoniten mit bizarren Gehäusen sterben wieder aus |

| Geologie: Die Wasserzirkulation im Atlantikbecken ist eingeschränkt, unter anoxischen Bedingungen bilden sich bituminöse Kalke |
| Klima: Warm, durchschnittliche Oberflächentemperatur von 23 °C nachgewiesen                                                    |
| Flora: Großforaminiferen |
| Fauna: |

| Geologie: Mittelkreide-Transgression lässt eine durchgehende Verbindung der Tethys mit der Nordsee über das Pariser Becken und Südengland entstehen, Nordflanke des Rheinischen Massivs überflutet, Bildung von 1500 m starken Kreidesedimenten |
| Klima: |
| Flora: |
| Fauna: Rudisten kommen auf und lösen kurzzeitig die Korallen bei der Riffbildung ab. |

| Geologie: Senon-Transgression: Meeresspiegel liegt 100–300 m über dem heutigen Niveau, in Küstenbereichen Mitteleuropas bildeten sich Sandsteine, weiter im Inland Pläner-Mergel (Niedersachsen) und Emscher Mergel (Westfalen). |
| Klima: |
| Flora: |
| Fauna: |

| Geologie:                                |
| Klima:                                   |
| Flora:                                   |
| Fauna: 85–83,5 mya: Gallimimus erscheint |

| Geologie: |
| Klima: |
| Flora: |
| Fauna: Der Parasaurolophus erscheint, 83 mya stirbt 65 mya wieder aus. Quetzalcoatlus erscheint mit einer Flügelspannweite von 12 Metern, stirbt wahrscheinlich bereits vor der Grenze zum Känozoikum aufgrund der aufkommenden Vögel wieder aus. Der größte Ammonit der Erdgeschichte, Parapuzosia seppenradensis, mit einem Durchmesser von 174 cm (rekonstruiert über 2 Meter) entstammt dem Campan von Seppenrade in Nordrhein-Westfalen. |

| Geologie: Der Nordatlantik ist ca. 4000 Kilometer breit. In Mitteleuropa Regression, Festland entsteht.                                                                          |
| Klima: |
| Flora: Rudisten sterben wieder aus und werden wieder von den Korallen als Riffbildner ersetzt                                                                                    |
| Fauna: Zeit des Tyrannosaurus rex, Belemniten, Ammoniten, Dinosaurier, Mosasaurier und weiteres sterben mit dem Wechsel zum Paläogen vor 65 mya (dem sogenannten K/T-Event) aus. |

| Geologie: |
| Klima: |
| Flora: |
| Fauna: 65 mya Saurischia verschwinden, darunter Theropoden wie Tyrannosaurus rex, Gallimimus. Belemniten verschwinden. |

| Geologie:                         |
| Klima:                            |
| Flora:                            |
| Fauna: Riesenvögel wie Gastornis. |

| Geologie:                                     |
| Klima:                                        |
| Flora:                                        |
| Fauna: Erste Pferdeverwandte (Hyracotherium). |

| Geologie:                              |
| Klima:                                 |
| Flora:                                 |
| Fauna: Erste Rüsseltiere, Moeritherium |

| Geologie:                           |
| Klima:                              |
| Flora:                              |
| Fauna: Brontotherium, Palaeotherium |

| Geologie: Der Himalaya entsteht |
| Klima:                          |
| Flora:                          |
| Fauna: Mesohippus               |

| Geologie:               |
| Klima:                  |
| Flora:                  |
| Fauna: Erste Gänsevögel |

| Geologie:                                           |
| Klima:                                              |
| Flora:                                              |
| Fauna: Große Säuger entwickeln sich, Palaeomastodon |

| Geologie: |
| Klima:    |
| Flora:    |
| Fauna:    |

| Geologie: |
| Klima:    |
| Flora:    |
| Fauna:    |

| Geologie: |
| Klima:    |
| Flora:    |
| Fauna:    |

| Geologie: |
| Klima:    |
| Flora:    |
| Fauna:    |

| Geologie:                                                        |
| Klima:                                                           |
| Flora:                                                           |
| Fauna: Beginn der Entwicklung der echten Elephanten Primelephas, |

| Geologie: |
| Klima:    |
| Flora:    |
| Fauna:    |

| Geologie: Mittelmeer trocknet kurzzeitig aus (sog. Salinitätskrise), da der Meeresspiegel aufgrund einer Vereisung am Südpol um ca. 50 Meter sinkt. |
| Klima: |
| Flora: |
| Fauna: |

| Geologie:                                                                                                |
| Klima:                                                                                                   |
| Flora:                                                                                                   |
| Fauna: Mastodonten vor 5 Mio. Jahren weltweit verbreitet (außer Australien), erste Hominini ab ca. 4 mya |

| Geologie: |
| Klima:    |
| Flora:    |
| Fauna:    |

| Geologie:                                                                   |
| Klima:                                                                      |
| Flora:                                                                      |
| Fauna: Echte Elephanten (Deinotherien), siedeln weltweit (außer Australien) |

| Geologie:                                                 |
| Klima:                                                    |
| Flora:                                                    |
| Fauna: Mammuthus meridionalis (Archidiskodon, Südelefant) |

| Geologie:tyle="width:100%;" | Geologie: |
| Klima: Riß-Kaltzeit vor 230.000–130.000 Jahren, Mindel-Kaltzeit vor 350.000–250.000 Jahren, Günz-Kaltzeit vor 640.000–540.000 Jahren, unterbrochen durch Warmzeiten, siehe auch Klimageschichte. |           |
| Flora: |           |
| Fauna: Mammuthus trogontherii (Steppen-Mammut) vermutlich Trennung der Linien von Homo sapiens und Neandertaler                                                                                  |           |

| Geologie:                                                                         |
| Klima: Beginn der letzten Kaltzeit vor 115.000 Jahren                             |
| Flora:                                                                            |
| Fauna: der moderne Mensch (Homo sapiens), Mammuthus primigenius (Wollhaar-Mammut) |

| Geologie: In Nordeuropa erfolgen wiederholte Transgression an der nördlichen Küste durch den Nordatlantik, Flandrische Transgression (bis ca. 5.000 v. Chr.), die Calais-Transgression (bis ca. 1000 v. Chr.) und die Dünkirchen-Transgression (dauert heute noch an). Gegen Ende durch den Menschen lokale Umgestaltung der obersten geologischen Schichten durch Bergbau, Abtragung fossiler Kohlenstofflagerstätten. |
| Klima: Ende der letzten Kaltzeit vor 10.000 Jahren. Zur Gegenwart hin CO2-Eintrag durch den Menschen, beschleunigte Erwärmung der Erdatmosphäre. |
| Flora: Weltweite Durchmischung der Pflanzenwelt, Neophytenverteilung. Beschleunigung der Evolution von Nutzpflanzen durch Zuchtwahl und Gentechnik. Rückgang der Bewaldung auf allen Kontinenten. |
| Fauna: Der Mensch dominiert die Wirbeltierfauna. Aussterben eiszeitlicher Großsäuger. Durchmischung der Tierwelt, Züchtung von Haustieren. |